# Petrophora subaequaria
Petrophora subaequaria är en fjärilsart som beskrevs av Walker 1860. Petrophora subaequaria ingår i släktet Petrophora och familjen mätare. Inga underarter finns listade i Catalogue of Life.